# Common Work Registration
Common Works Registration (CWR) ist ein gemeinsames Format (oder Standardformat) für die Registrierung und Revision von musikalischen Werken.
CWR stellt alle für einen Verlag notwendigen Datenelemente zur Verfügung, um ein Werk bei einer Verwertungsgesellschaft zu registrieren. Durch die Verwendung eines gemeinsamen Standards für den Werkregistrierungsprozess profitieren sowohl Verleger als auch Verwertungsgesellschaften von einem effizienteren Registrierungssystem, was zu einer Kosten- und Zeitersparnis führt.
Das Format wurde gemeinsam von Leistungsrechtsgesellschaften und Musikverlagen weltweit entwickelt. Die aktuellen CWR-Standards werden von der Confédération Internationale des Sociétés d’Auteurs et Compositeurs (CISAC) gepflegt.

## Datei-Namens-Konvention
Ab August 2006 wurde die Datei-Namens-Konvention von CWyynnnnsss_rrr.Vxx für die Verwendung übernommen.
- CW identifiziert eine CWR-Datei.
- yy identifiziert das Jahr.
- nnnn ist die vom Verlag vergebene Sequenz-Nummer.
- sss ist der Absender (2- oder 3-stelliger Code für den Verlag oder der 3-stellige Code für die Gesellschaft).
- rrr ist der Empfänger (2- oder 3-stelliger Code für den Verlag oder der 3-stellige Code für die Gesellschaft).
- Vxx ist die CWR-Version.

Beispiel: CW060001EMI_044.V21 wäre der Name der ersten Datei, die von EMI an PRS im Jahr 2006 gesendet wurde.